# Alfred Molina

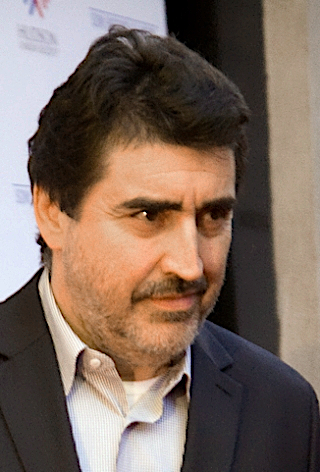
Alfred Molina (2009)

Alfredo „Alfred“ Molina (* 24. Mai 1953 in London, England) ist ein britischer Schauspieler.

## Leben
Nach seinem Studium an der Guildhall School of Music and Drama in London spielte Molina zunächst Theater. Er war unter anderem in den Theaterstücken Die Nacht des Leguan von Tennessee Williams und Die Gunst der Stunde von David Mamet zu sehen. Seinen ersten Filmauftritt hatte er 1981 in der Eröffnungssequenz des Indiana-Jones-Films Jäger des verlorenen Schatzes in der Rolle des Dschungelführers Satipo. Ab diesem Zeitpunkt war er sozusagen der „Ausländer für alle Fälle“, denn er spielte im Laufe seiner Karriere Franzosen, Belgier, Iraner, Russen, Briten, Kubaner, Spanier oder Mexikaner. In jeder dieser Rollen war er überzeugend, was er selbst in einem Interview auf seine multikulturelle Erziehung zurückführte.
Jeder seiner Rollen verlieh Molina besondere Charakterzüge. Als eifersüchtiger schwuler Freund erschlug er Joe Orton (Gary Oldman) in Das Stürmische Leben des Joe Orton, in Nicht ohne meine Tochter zwang er seine Ehefrau Sally Field durch Prügel zum Lesen des Korans, und in Boogie Nights wiederum verkörperte er einen verrückten Dealer. 2002 war Molina im zweifach oscarprämierten Film Frida zu sehen, in dem er an der Seite von Salma Hayek den mexikanischen Maler Diego Rivera spielt. Weitere bekannte Rollen sind die des Superschurken Dr. Octavius in dem Film Spider-Man 2, welche er in Spider-Man: No Way Home (2021) erneut spielte, und die des Bischofs Aringarosa in The Da Vinci Code – Sakrileg.
Neben Auftritten in Filmen war und ist Molina auch häufig in US-Fernsehserien zu sehen. So spielte er 2010 und 2011 eine Hauptrolle in der Serie Law & Order: LA. Ebenso war er 2012 für drei Folgen in der Serie Harry’s Law zu sehen. Weitere Auftritte hatte er in The Company – Im Auftrag der CIA, Monk, Law & Order: Special Victims Unit und Miami Vice.

## Privates
Molina ist der Sohn eines Spaniers und einer Italienerin. Er war mit der Schauspielerin Jill Gascoine, die an der Alzheimer-Krankheit erkrankt war, von 1986 bis zu ihrem Tod im April 2020 verheiratet. Im August 2021 heiratete er die Regisseurin Jennifer Lee.

## Synchronstimme
Molina wurde in Deutschland meist von Bernd Rumpf synchronisiert. Der Versuch, Roland Hemmo als seine deutsche Stimme zu etablieren, scheiterte. Bei Spider-Man 2 kam es zu einer zweiteiligen Besetzung, da hier im Computerspiel – aus Molinas Besetzung im Film resultierend – Bernd Rumpf in der Rolle des Doc Ock zu hören war, während Molina im Film jedoch von Roland Hemmo gesprochen wurde.

## Filmografie (Auswahl)
- 1981: Jäger des verlorenen Schatzes (Raiders of the Lost Ark)
- 1985: Der Tag des Falken (Ladyhawke)
- 1985: Brief an Breshnev (Letter to Brezhnev)
- 1987: Das stürmische Leben des Joe Orton (Prick up Your Ears)
- 1987: Miami Vice (Fernsehserie, Folge 4x04)
- 1991: Nicht ohne meine Tochter (Not Without My Daughter)
- 1991: Amerikanische Freundinnen (American Friends)
- 1991: Verzauberter April (Enchanted April)
- 1993: Der Prozeß (The Trial)
- 1994: Maverick – Den Colt am Gürtel, ein As im Ärmel (Maverick)
- 1995: Dead Man
- 1995: Ein ehrenwerter Diebstahl (The Steal)
- 1995: Species
- 1995: The Perez Family
- 1995: Leben auf Hochtouren (Nervous Energy)
- 1996: Nichts als Trouble mit den Frauen (Mojave Moon)
- 1996: Davor und danach (Before and After)
- 1997: Boogie Nights
- 1997: Anna Karenina
- 1997: Agent Null Null Nix (The Man Who Knew Too Little)
- 1998: The Impostors
- 1999: Dudley Do – Right
- 1999: Magnolia
- 2000: Der Mann der 1000 Wunder (The Miracle Maker – The Story of Jesus) (Stimme)
- 2000: Chocolat – Ein kleiner Biss genügt (Chocolat)
- 2001: Mord im Orient-Express (The Murder on the Orient Express)
- 2001: Texas Rangers
- 2002: Frida
- 2002: Grabgeflüster – Liebe versetzt Särge (Plots with a View)
- 2003: Luther
- 2003: Identität (Identity)
- 2003: Coffee and Cigarettes
- 2003: Mein Leben ohne mich (My Life Without Me)
- 2004: Spider-Man 2
- 2005: Law & Order: Special Victims Unit (Episode 6x20)
- 2006: The Da Vinci Code – Sakrileg (The Da Vinci Code)
- 2006: The Hoax
- 2007: Seide (Silk)
- 2007: The Company – Im Auftrag der CIA (The Company)
- 2007: Monk (Fernsehserie, Folge 6x03)
- 2008: Nothing Like the Holidays
- 2008: The Lodger
- 2009: Der rosarote Panther 2 (Pink Panther 2)
- 2009: An Education
- 2009: Wonder Woman (Stimme für Ares)
- 2009: Lessons in Self-Defense
- 2009: Big Guy
- 2009: The Good War
- 2010: Prince of Persia: Der Sand der Zeit (Prince of Persia: The Sands of Time)
- 2010: Duell der Magier (The Sorcerer’s Apprentice)
- 2010: The Tempest – Der Sturm (The Tempest)
- 2010–2011: Law & Order: LA (Fernsehserie, 16 Folgen)
- 2011: Atemlos – Gefährliche Wahrheit (Abduction)
- 2011: Harry’s Law (Fernsehserie, 3 Folgen)
- 2012: Farben der Liebe (The Forger)
- 2013: Linda’s Child – Unterschätze nie, wozu eine Mutter fähig ist (The Truth About Emanuel)
- 2013: Monday Mornings (Fernsehserie, 10 Folgen)
- 2014: The Normal Heart (Fernsehfilm)
- 2014: Liebe geht seltsame Wege (Love Is Strange)
- 2014: Matador (Fernsehserie, 13 Folgen)
- 2014: Swelter
- 2015: Strange Magic (Stimme)
- 2015: Vor ihren Augen (Secret in Their Eyes)
- 2015: Show Me a Hero (Miniserie)
- 2016: Little Men
- 2016: Whiskey Tango Foxtrot
- 2016: Message from the King
- 2016–2017: Angie Tribeca (Fernsehserie, 14 Folgen)
- 2017: Feud (Fernsehserie, 6 Folgen)
- 2017: Hey Arnold! Der Dschungelfilm (Hey Arnold! The Jungle Movie, Stimme)
- 2018: Der Spitzenkandidat (The Front Runner)
- 2018: Ein Funken Gerechtigkeit (Saint Judy)
- 2019: Frankenstein’s Monster’s Monster, Frankenstein
- 2019: Don’t Let Go
- 2019: The Devil Has a Name
- 2019: Die Eiskönigin II (Frozen II, Stimme)
- 2020: Promising Young Woman
- 2020: The Water Man
- 2020–2021: Solar Opposites (Fernsehserie, Stimme, 4 Folgen)
- 2021: Spider-Man: No Way Home
- 2022: Three Pines – Ein Fall für Inspector Gamache (Three Pines, Fernsehserie, 8 Folgen)
- 2024: The Instigators
- 2024: Star Wars: Skeleton Crew (Fernsehserie, Folge 1x03, Stimme)

## Trivia
Alfred Molina ist neben Harrison Ford, Natalie Portman, Christopher Lee, Cate Blanchett, Orlando Bloom, Ian McKellen, Hugo Weaving, Samuel L. Jackson, Chris Pratt und Chris Evans einer der Schauspieler, dessen Filmrolle zweimal als Legofigur in einem Videospiel vorkommt. Einmal als Doc Ock, dem Rivalen von Spider-Man, und als Satipo, einem Dschungelführer aus dem Indiana-Jones-Film Jäger des verlorenen Schatzes.

## Auszeichnungen
| Jahr | Nominierter Film                               | Preis                                                                     | Resultat  |
| ---- | ---------------------------------------------- | ------------------------------------------------------------------------- | --------- |
| 1989 | The Accountant                                 | Royal Television Society Award Bester Hauptdarsteller                     | Gewonnen  |
| 1989 | The Accountant                                 | BAFTA TV Award Bester Hauptdarsteller                                     | Nominiert |
| 1997 | Boogie Nights                                  | Florida Film Critics Circle Award Bestes Ensemble                         | Gewonnen  |
| 1997 | Boogie Nights                                  | Screen Actors Guild Award Bestes Ensemble                                 | Nominiert |
| 1999 | Magnolia                                       | Florida Film Critics Circle Award Bestes Ensemble                         | Gewonnen  |
| 1999 | Magnolia                                       | Screen Actors Guild Award Bestes Ensemble                                 | Nominiert |
| 1999 | Ladies Man                                     | Best Young Artist Award/Young Star Award                                  | Nominiert |
| 2000 | Chocolat                                       | Screen Actors Guild Award Bestes Ensemble                                 | Nominiert |
| 2002 | Frida                                          | Imagen Award Bester Hauptdarsteller                                       | Gewonnen  |
| 2002 | Frida                                          | British Academy of Film and Television Arts Bester Nebendarsteller        | Nominiert |
| 2002 | Frida                                          | Broadcast Film Critics Association Award Bester Nebendarsteller           | Nominiert |
| 2002 | Frida                                          | Chicago Film Critics Association Award Bester Nebendarsteller             | Nominiert |
| 2002 | Frida                                          | Satellite Award Bester Nebendarsteller                                    | Nominiert |
| 2002 | Frida                                          | Screen Actors Guild Award Bester Nebendarsteller im Spielfilm             | Nominiert |
| 2003 | Coffee and Cigarettes                          | Chlotrudis Award Bester Nebendarsteller                                   | Nominiert |
| 2004 | Spider-Man 2                                   | Visual Effects Society Award Bester Schauspieler (männlich oder weiblich) | Gewonnen  |
| 2004 | Spider-Man 2                                   | London Film Critics’ Circle Bester britischer Nebendarsteller             | Nominiert |
| 2004 | Spider-Man 2                                   | Satellite Award Bester Nebendarsteller im Spielfilm                       | Nominiert |
| 2004 | Spider-Man 2                                   | Saturn Award Bester Nebendarsteller                                       | Nominiert |
| 2004 | Spider-Man 2                                   | Teen Choice Award Bester Bösewicht                                        | Nominiert |
| 2004 | Spider-Man 2                                   | MTV Movie Award Bester Bösewicht                                          | Nominiert |
| 2007 | The Hoax                                       | London Film Critics’ Circle Bester britischer Nebendarsteller             | Nominiert |
| 2009 | An Education                                   | BAFTA Award Bester Nebendarsteller                                        | Nominiert |
| 2009 | An Education                                   | British Independent Film Award Bester Nebendarsteller                     | Nominiert |
| 2009 | An Education                                   | Broadcast Film Critics Association Award Bester Nebendarsteller           | Nominiert |
| 2009 | An Education                                   | Chlotrudis Award Bester Nebendarsteller                                   | Nominiert |
| 2009 | An Education                                   | London Film Critics’ Circle Bester britischer Nebendarsteller             | Nominiert |
| 2009 | An Education                                   | Satellite Award Bester Nebendarsteller                                    | Nominiert |
| 2009 | An Education                                   | Screen Actors Guild Award Bestes Ensemble                                 | Nominiert |
| 2009 | An Education                                   | Washington D.C. Area Film Critics Association Bester Nebendarsteller      | Nominiert |
| 2009 | Der rosarote Panther 2                         | ALMA Award Bester Darsteller                                              | Nominiert |
| 2014 | The Normal Heart                               | Emmy Bester Nebendarsteller – Miniserie oder Fernsehfilm                  | Nominiert |
| 2017 | Feud – Die Feindschaft zwischen Bette und Joan | Emmy Bester Nebendarsteller – Miniserie oder Fernsehfilm                  | Nominiert |
| 2018 | Feud – Die Feindschaft zwischen Bette und Joan | Golden Globe Bester Nebendarsteller – Serie, Miniserie oder Fernsehfilm   | Nominiert |